# Hawker Hurricane
Die Hawker Hurricane war ein britisches Jagdflugzeug aus der Zeit des Zweiten Weltkriegs. Die bei Hawker Aircraft Ltd. konstruierte Maschine wurde von 1936 bis 1944 mehr als 14.000 Mal gebaut.
Die bis September 1939 gelieferten rund 500 Hurricane bildeten das Rückgrat der britischen Jagdfliegerverbände bei Kriegsausbruch. Während der Luftschlacht um England im Spätsommer und Herbst 1940 kämpften die Jagdflieger der Royal Air Force (RAF) über Südengland gegen die deutsche Luftwaffe. Zu zwei Dritteln flogen die Piloten die robuste und zuverlässige Hawker Hurricane, die im Schatten der bekannten neueren Supermarine Spitfire stand. Im Jahr 1940 gingen 55 % der britischen Luftsiege auf das Konto der Hurricane.

## Geschichte
Unter der Leitung von Chefkonstrukteur Sydney Camm hatte man bei Hawker seit 1933 ohne eine Ausschreibung an einem neuen Eindeckerjagdflugzeug gearbeitet. Die ersten Detailzeichnungen im Januar 1934 stießen beim Luftfahrtministerium auf zu wenig Begeisterung, um einen Prototyp in Auftrag zu geben. Die Verfeinerung des Projekts, dessen äußerlich größte Änderung ein Einziehfahrwerk war, erfolgte darum weiterhin auf private Initiative. Nach Versuchen mit einem Windkanalmodell bestellte das Ministerium im September 1934 einen Prototyp, der am 6. November 1935 zum Erstflug startete.
Bei der RAF fand der schnelle Jäger großen Anklang und bereits im Juli 1936 wurden 600 des Hurricane benannten Typs in Auftrag gegeben, um die veralteten Doppeldeckerjäger der RAF mit ihrem festen Fahrwerk schnellstens zu ersetzen. Die erste Serienmaschine Hurricane I flog schließlich am 12. Oktober 1937. Die erste einsatzfähige Hurricane-Staffel wurde Ende 1937 die Staffel 111 auf der Basis RAF Northolt nahe London.

## Konstruktion

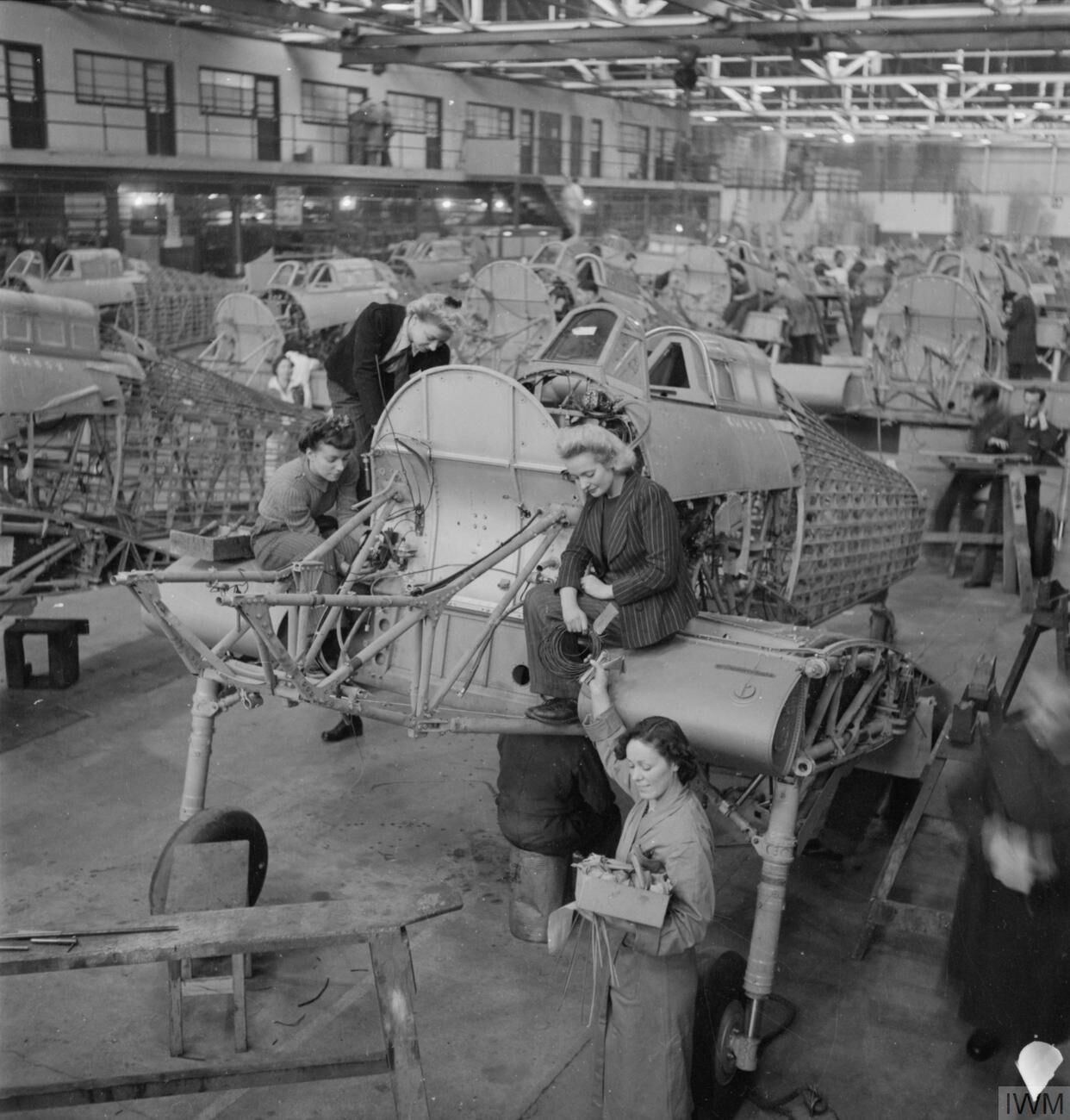
Montage von Hurricane, 1942

Von der Konstruktion her war der neue Hawker-Jäger altbewährt: Rumpf und Flächen bestanden aus einem Stahlrohrgerüst als tragende Komponente sowie aus Sperrholz gesägten und laminierten Rippen und Spanten, die größtenteils stoffbespannt oder mit Balsaholz beplankt waren (formgebende Komponente). Diese Bauweise entsprach zwar schon damals nicht mehr dem neuesten Stand der Technik – der in metallbeplanktem Mischmetalltragwerk Stahl/Aluminium mit zunehmender Verwendung von geodätischen Elementen bestand – ermöglichte aber die schnelle Serienproduktion der Hurricane. Vor allem kleine holz- und metallverarbeitende Betriebe fertigten die Einzelteile dezentral im Manufakturstil. Auch in diesem Stil war die Kabinenhaube entstanden: ein aus Winkeleisen geschweißtes Rahmengestell mit planen Glasscheiben, später zur Gewichtsreduktion aus Plexiglas, herstellbar durch Kleinbetriebe. Diese Produktionsbedingungen waren zur Zeit der schweren Bombenangriffe auf die Insel 1940/41 ein rüstungsstrategischer Vorteil. Waffen und Motor hingegen wurden in Industriezentren gefertigt. In den Hawker-Werken erfolgte die Endmontage. Der Bau einer Hurricane brauchte nur rund zwei Drittel der Mannstunden, welche für eine Spitfire aufzuwenden waren. Zudem konnte sie häufig bei den fliegenden Einheiten repariert werden, während Spitfires öfter für Reparaturen an andere Orte gebracht werden mussten.
Erst ab 1939 wurden die stoffbespannten Tragflächen durch blechbeplankte ersetzt; die Flächen waren austauschbar und so wurden während der Luftschlacht um England alle Flugzeuge nach und nach umgerüstet. Die blechbeplankten Tragflächen waren nur noch bis zu den Fahrwerkanschlüssen hin als Rohrgerüst ausgeführt, während die Außenflächen in moderner Schalenbauweise gefertigt wurden.

### Bewaffnung und Motorisierung

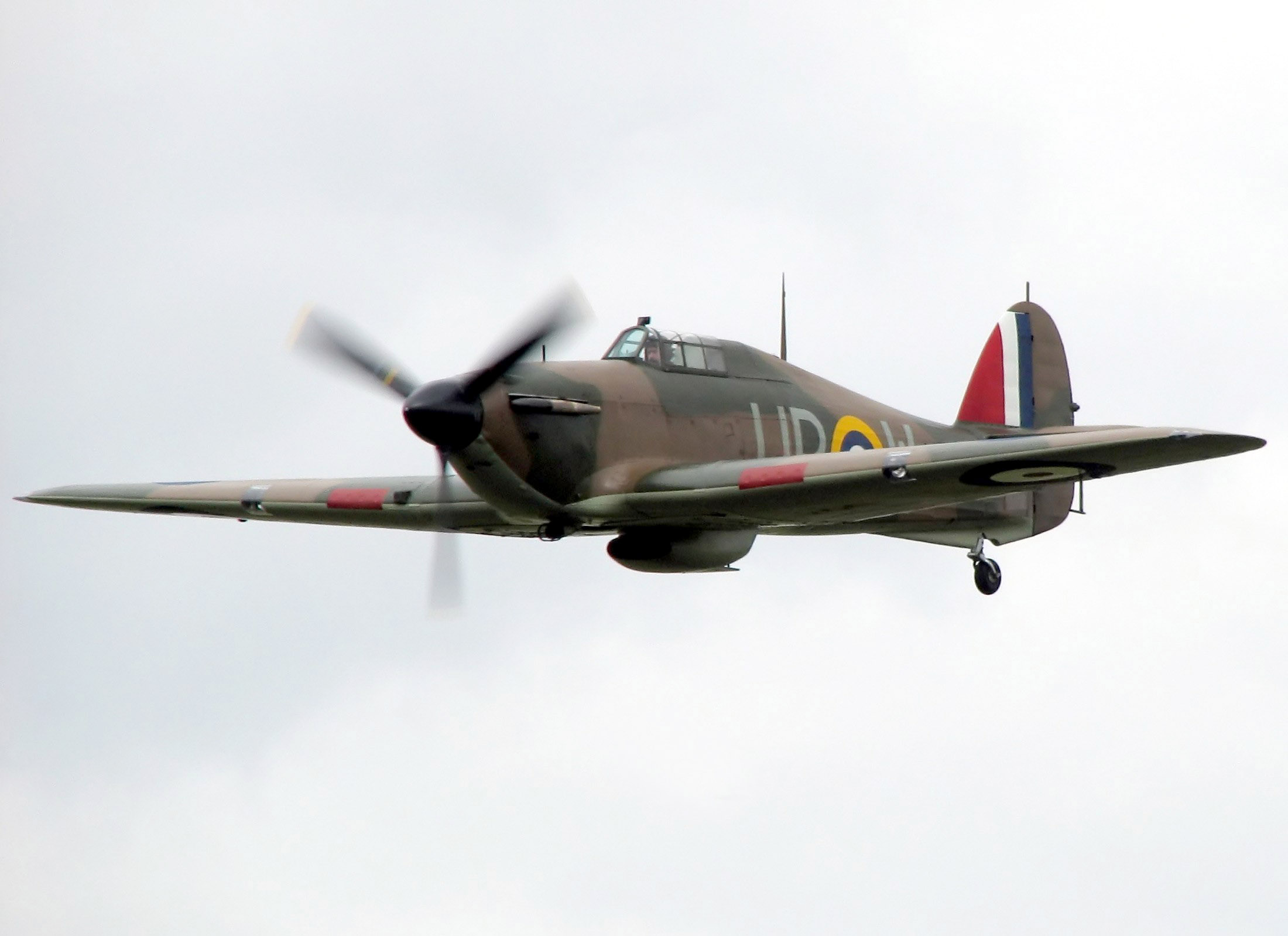
Hurricane Mk.I, Baujahr 1940, im August 2006 in Kemble, Gloucestershire

Die Hawker Hurricane war zunächst mit acht Browning-Maschinengewehren des Kalibers .303 British (7,7 mm) bewaffnet.
Angetrieben wurde der stabile, mit Einziehfahrwerk versehene Tiefdecker von einem 1030 PS leistenden Rolls-Royce-Merlin-II-Motor, der auf eine starre Zweiblattluftschraube wirkte. Anfang 1939 kam der gleich starke Merlin III zum Einbau, der einen effizienteren, mit konstanter Drehzahl laufenden Verstellpropeller mit drei Blättern antrieb.
Um die Leistung der Hurricane, besonders die Höchstgeschwindigkeit und Steigrate, zu erhöhen, erhielt die Version Mk.II den stärkeren Merlin-XX-Motor mit zweistufigem Lader und einer Leistung von 1300 PS.
Die ersten der um rund 20 km/h schnelleren Hurricane Mk.IIA wurden im Herbst 1940 ausgeliefert. Bei dieser Baureihe kamen auch neue Tragflächen zum Einsatz, die zum Tragen von Abwurflasten oder Zusatztanks ausgelegt waren. Zugleich erhielt das Flugzeug einen verlängerten Rumpf. Mit der Mk.IIBc wurde die Flügelbewaffnung auf zwölf Browning-MG erhöht.
Versuche hatten jedoch gezeigt, dass eine Bewaffnung mit Bordkanonen effektiver war als mit MG, deshalb erhielt die 1941 erschienene Version Mk.IIC vier 20-mm-Hispano-Suiza-Maschinenkanonen. Da die Hurricane mit dem Fortschreiten des Krieges als Jäger gegenüber ihren Gegnern immer mehr ins Hintertreffen geriet, richtete sich das Augenmerk der Entwickler vorrangig auf deren Tiefangriffsqualitäten.
Dies führte ab 1942 zur Variante Mk.IID, die mit zwei schweren 40-mm-Bordkanonen unter den Tragflächen als Schlachtflugzeug zur Panzerjagd verwendet wurde.

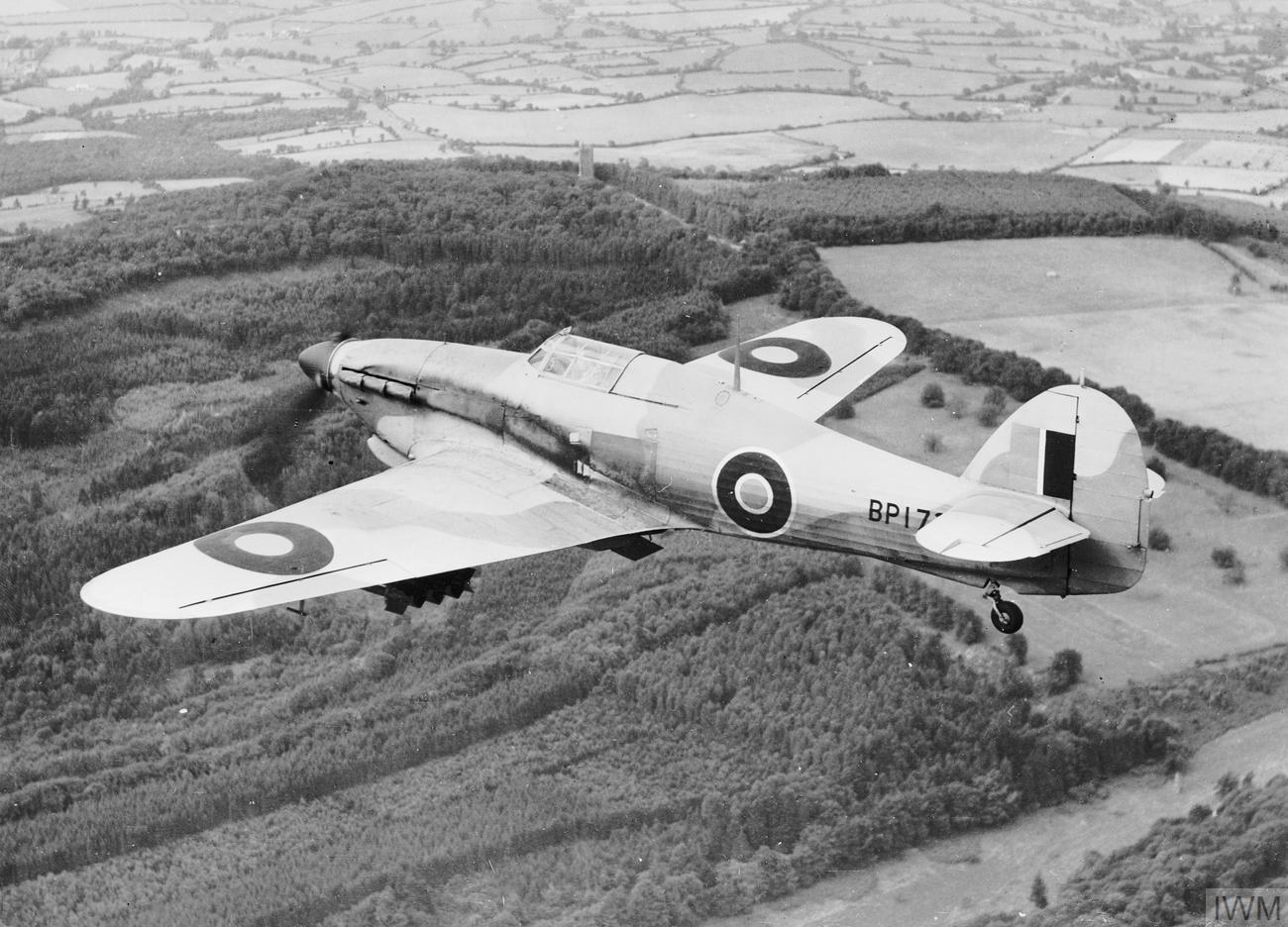
Hurricane Mark IV (August 1945)

Eine erst Mk.IIE, dann Mk.IV genannte Version, angetrieben von einem Motor des Typs Rolls-Royce Merlin 24 oder 27 mit 1620 PS Leistung, konnte wahlweise mit schweren Kanonen, Bomben oder Raketen ausgerüstet werden. Sämtliche in Wüstenregionen eingesetzten Hurricane erhielten spezielle Sandfilter, die allerdings die Motorleistung und damit die Geschwindigkeit erheblich herabsetzten. Für den Flugzeugträger-Einsatz bei der Fleet Air Arm (FAA) wurden verschiedene Varianten mit Fanghaken für den Einsatz auf Flugzeugträgern und Hilfsträgern versehen. Dabei kam der Hurricane wiederum ihr Aufbau zugute, bei dem zur Gewichtsreduktion formgebende Teile ausgetauscht werden konnten. Insgesamt wurden über 14.000 Hurricane gebaut, viele davon in Lizenz im Ausland. 2952 Maschinen wurden ab September 1941 an die sowjetischen Luftstreitkräfte geliefert.
Um den Geleitzügen zur See wirksame bordgestützte Jäger zur Verfügung zu stellen und die veraltete Sea Gladiator abzulösen, wurden etwa 800 Hurricane der Baureihen Mk.IA bis C, IIB und in Kanada hergestellte Mk.XIIA zu Sea Hurricane umgerüstet. Sie kamen mit Katapultspulen oder Fanghaken versehen entweder auf sogenannten CAM-Schiffen oder Flugzeugträgern zum Einsatz.

## Die Hurricane im historischen Rückblick
Die Stabilität des Rumpfes und des Tragwerks waren während der gesamten Produktion des Baumusters durch eine Kombination von tragenden und formgebenden Teilen gewährleistet. Dadurch war die Hurricane weniger anfällig gegen Explosivgeschosse als ihre Pendants mit tragender Außenhülle. Ihr modularer Aufbau ermöglichte es, nachträglich einen gepanzerten Sitz, ein Panzerschott nach vorne und einen gepanzerten Boden einzubauen.
Selbstabdichtende Treibstofftanks standen 1940 allerdings nicht zur Verfügung. Obwohl die Hurricane eine Löscheinrichtung für den Motorraum hatte, war das Flugzeug bei einem Motorbrand praktisch verloren, da das Tragwerk – zum Feuchtigkeitsschutz aus ölgetränktem Sperrholz gefertigt – sofort in Brand geriet. Diese Mängel konnten nie wirklich behoben werden. Zur weiteren Gewichtsreduktion hatte man zudem die Bord-MG bzw. -Maschinenkanonen ausschließlich zur Flügelmontage vorgesehen, da der Einbau synchronisierter Bordwaffen, die das Feuern durch den Propellerkreis erlauben, nicht vorgesehen war. Diese lagen daher außerhalb des Propellerkreises und wurden gleichzeitig abgefeuert. Falls Waffen auf einer Seite ausfielen, geriet die Maschine beim Feuern aufgrund der unterschiedlich großen Rückstöße schnell ins Trudeln.
Im Vergleich zur Spitfire wurde die Hurricane als Abfangjäger als weniger gut beurteilt. Die britische Propaganda stilisierte die Spitfire Mk.II zum Garanten des Sieges, trotz ungenannt bleibender bekannter Schwächen. Dem kam entgegen, dass die Einführung der Spitfire Mk.II zeitlich zusammenfiel mit der bereits spürbaren Wende zugunsten der britischen Luftverteidigung während der Luftschlacht um England.

## Einsatz
Kurz nach dem Beginn des Zweiten Weltkrieges wurde die leistungsstärkere spätere Mk.I-Variante mit dreiblättriger Luftschraube an die Einheiten geliefert. Doch konnte sich auch diese Variante nur mit Mühe gegen die deutschen Messerschmitt Bf 109 behaupten, denen sie über Frankreich im Frühjahr 1940 begegnete. Anfang August 1940 waren 32 Jägerstaffeln mit der Hurricane ausgerüstet, nur 19 mit der Spitfire. Während der Luftschlacht um England erzielten die Hurricane-Piloten einen Großteil der britischen Abschüsse, und nicht wenige Jagdflieger zogen 1940 die langsamere und wendigere Hurricane der zwar schnelleren und besser steigenden, aber beschussempfindlicheren Spitfire vor. Große Erfolge verbuchten Hurricane-Einheiten auch bei der Verteidigung von Malta und über Nordafrika, wo sie sich schon in ihrer neuen Rolle als Jagdbomber bewährte. Mit zwei schweren 40-mm-Kanonen bewaffnet, gingen Hurricane sogar erfolgreich auf Panzerjagd. Auch hier zeigte sich die Hawker-Konstruktion wieder als hervorragende Waffenplattform. So waren es auch Hurricane, mit denen alliierte Piloten 1942 erstmals Raketen gegen Erdziele einsetzten. Weitere Einsatzgebiete lagen in der Fotoaufklärung und in der Nachtjagd. Schon im Herbst 1940 starteten Hurricane zu Dämmerungs- und Nachtjagdeinsätzen, was sich bis ins Jahr 1943 in nennenswertem Umfang fortsetzte.
Im Februar 1941 erfolgte der erste Einsatz von bordgestützten Sea Hurricane bei der 804. Squadron. Die Flugzeuge starteten von CAM-Schiffen, wie der Empire Tide oder Empire Lawrence mit einem Katapult und mussten nach dem Einsatz zu Landbasen zurückkehren. War dies nicht möglich, musste der Pilot mit dem Fallschirm abspringen oder notwassern. In beiden Fällen endete der Einsatz mit dem Verlust des Flugzeugs. Am 3. August 1941 wurde erstmals mit einem „Catafighter“, der von der „HMS Maplin“ gestartet war, ein deutscher Fernaufklärer Fw 200 abgeschossen. Im März 1941 stellte die 880. Squadron ihre ersten mit einem Fanghaken für den Trägereinsatz versehenen Sea Hurricane in Dienst. Sie wurden im Juli vom Flugzeugträger Furious aus erstmals gegen den Eismeerhafen Petsamo eingesetzt. Im folgenden Kriegsverlauf kamen die Sea Hurricane auch im Mittelmeer und Atlantik zum Einsatz. Im August 1943 wurde die letzte Sea Hurricane ausgeliefert.
Außer in der Royal Air Force und Royal Navy des Mutterlandes flogen Hurricane auch in Verbänden der britischen Überseegebiete und Luftstreitkräften weiterer Länder:

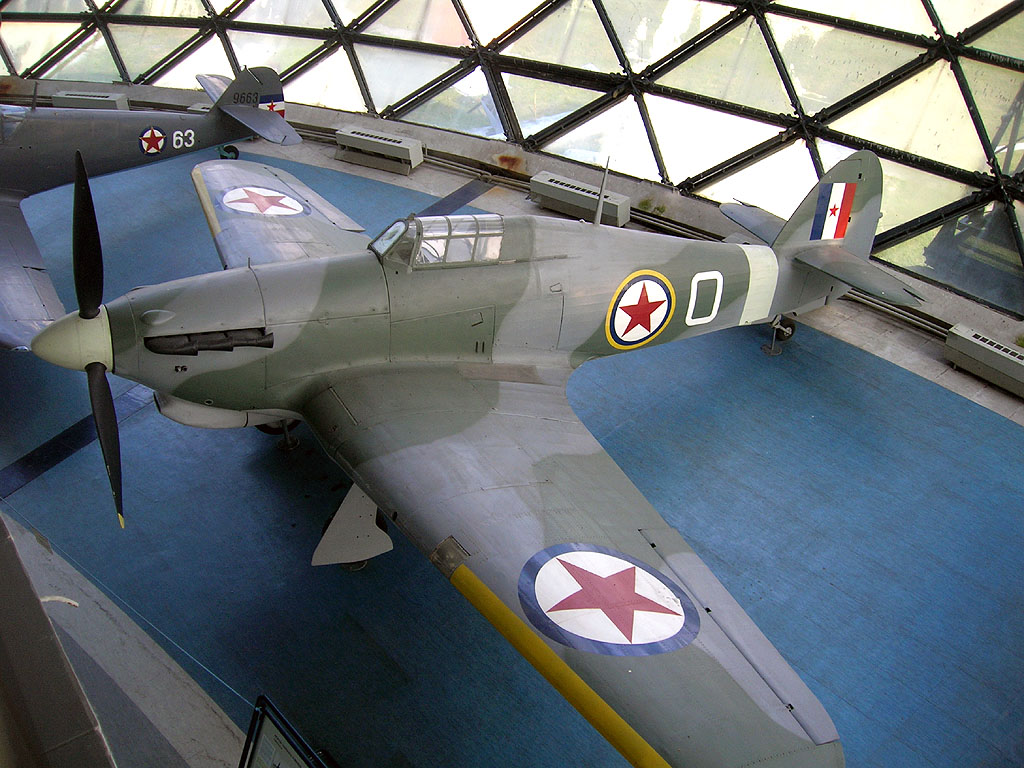
Hawker Hurricane Mk.IVRP mit jugoslawischen Markierungen

- Ägypten (ab 1941: 7 Hurricane I, ab 1943: 52 Hurricane II)
- Australien (1 Hurricane I)
- Belgien (30 Hurricane I, 6 Hurricane IIc)
- Griechenland (30 Hurricane I, 1 Hurricane II)
- Finnland (12 Hurricane I, 1 Hurricane IIb)
- Frankreich (4 Staffeln der Luftwaffe der „France libre“)
- Indien (insgesamt ca. 370 in den Kämpfen gegen Japan)
- Iran (1 Hurricane I ab 1939, 36 Hurricane II ab 1946)
- Irland (11 Hurricane I, 8 Hurricane II, 1 Hurricane X)
- Jugoslawien (24 Hurricane I)
- Kanada (72 Hurricane I, 1 Hurricane IIc, 401 Hurricane XII, 50 Hurricane XIIa; insgesamt 524)
- Niederlande (ab 1942: 24 Hurricane I in Indonesien)
- Norwegen (9 Hurricane I, 14 Hurricane IIb)
- Portugal (135 Hurricane II von 1943 bis 1952)
- Rumänien (15 Hurricane I)
- Sowjetunion (insgesamt 2952, davon 2776 Hurricane II)
- Südafrika (31 Hurricane I, 43 Hurricane II)
- Türkei (35 Hurricane I, 129 Hurricane II)

Polen hatte 15 Hurricane I bestellt, um damit eine Jagdstaffel auszurüsten. Die Flugzeuge wurden fertiggestellt und mit polnischen Hoheitszeichen versehen, konnten aber vor dem deutschen Überfall auf Polen nicht mehr ausgeliefert werden. Diese Maschinen wurden dann an die Türkei geliefert.
Es kam auch zu Kämpfen zwischen finnischen und sowjetischen Hurricane. Die Sowjets waren mit der Hurricane nicht sonderlich zufrieden. Im russischen Winter gab es oft Triebwerksprobleme und die Piloten hielten das Flugzeug für unterbewaffnet. Vereinzelt wurden deshalb die 7,7-mm-MG gegen 12,7-mm-UB-Maschinengewehre und SchWAK-Maschinenkanonen ausgetauscht. Als auf deutscher Seite die deutlich überlegenen Bf 109G-6 und Fw 190 zum Einsatz kamen, dienten die Hurricane, ausgerüstet mit zwei FAB-100-Bomben oder sechs RS-82-Raketen, hauptsächlich als Erdkampfflugzeug zur Unterstützung der Bodentruppen. Einige Flugzeuge kamen als Nachtjäger zum Einsatz.

## Taktik
Weil die Flugleistungen der Hurricane insgesamt schlechter waren als die der Spitfire, schlug die RAF eine Aufgabenteilung vor: die Spitfires sollten den Begleitschutz der deutschen Bomber angreifen, die Hurricane die Bomber selbst. Der ausgedehnte Jagdschirm der deutschen Bomber, aufgeteilt in Vorausjagd, erweiterten Begleitschutz und Nahbegleitschutz, konnte in der Praxis aber die meisten Hurricane-Staffeln in Luftkämpfe verwickeln, bevor ihnen der Durchbruch zu den Bombern gelang. Da außerdem auch die Spitfire-Staffeln weiterhin Bomber angriffen, wenn sich die Gelegenheit bot, wurde diese Aufgabenteilung im Einsatz nicht verwirklicht.

## Produktionszahlen

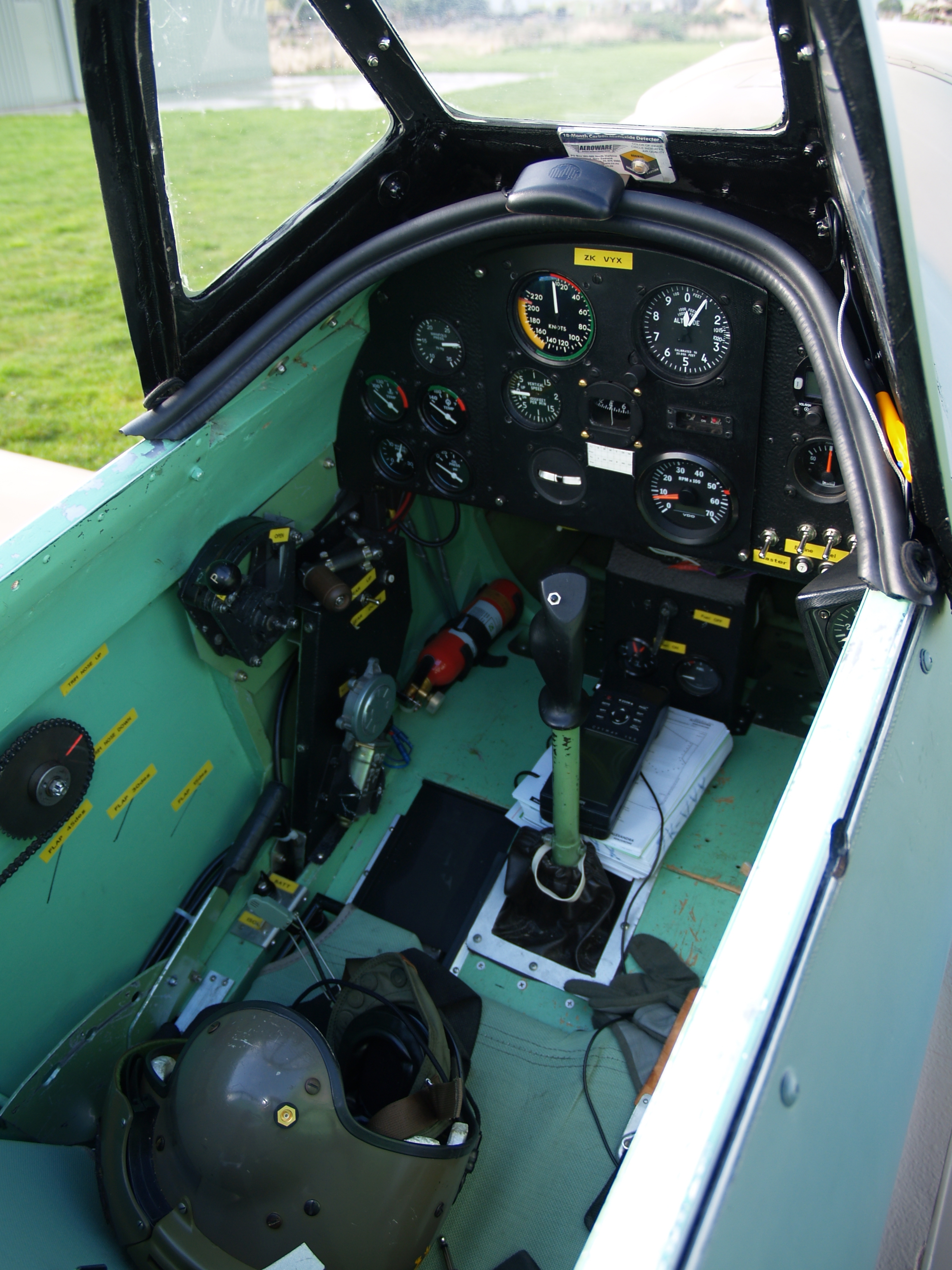
Cockpit einer Hawker Hurricane

Die Hurricane wurde in Großbritannien bei Hawker, Gloster und Austin Motors gebaut. In Kanada erfolgte der Bau bei Canadian Car and Foundry („CanCar“).
| Version              | Hawker | Gloster | Austin | Summe  |
| -------------------- | ------ | ------- | ------ | ------ |
| Mk I                 | 1.924  | 1.850   |        | 3.774  |
| Mk IIa               | 418    | 33      |        | 451    |
| Mk IIb               | 1.781  | 867     | 300    | 2.948  |
| Mk IIc               | 4.711  |         |        | 4.711  |
| Sea Hurricane Mk IIc | 60     |         |        | 60     |
| Mk IId               | 296    |         |        | 296    |
| Mk IIe               | 270    |         |        | 270    |
| Mk IV                | 524    |         |        | 524    |
| Summe                | 9.984  | 2.750   | 300    | 13.034 |

| Jahr  | Hurricane | Sea Hurricane | Anzahl |
| ----- | --------- | ------------- | ------ |
| 1938  | 221       |               | 221    |
| 1939  | 570       |               | 570    |
| 1940  | 2.520     |               | 2.520  |
| 1941  | 3.168     |               | 3.168  |
| 1942  | 3.066     | 36            | 3.102  |
| 1943  | 2.739     | 24            | 2.763  |
| 1944  | 690       |               | 690    |
| Summe | 12.974    | 60            | 13.034 |

In Kanada wurden von 1940 bis 1943 insgesamt 1.451 Hurricane gebaut, davon 1.051 auf britische und 400 auf kanadische Rechnung.

### Erhaltene Maschinen

#### Flugfähig
- PZ865 war 1944 die letzte je gebaute Hurricane und wird in wechselnden Bemalungen vom Battle of Britain Memorial Flight in Großbritannien auf Flugschauen vorgeflogen. Im Jahr 2021 erhielt sie die Bemalung einer Nachtjagd-Maschine der 247 Squadron mit dem Staffel-Code „ZY-V“. Bei der Auslieferung vom Werk in Langley trug sie beidseitig den Schriftzug „The last of the many“ unter dem Cockpit.[7]

- Die Hurricane Mk.I R4118 (G-HUPW) ist eine Maschine, welche tatsächlich in der Luftschlacht um England geflogen worden war, nachdem sie am 17. August 1940 an die 605te Staffel ausgeliefert worden war. In 49 Einsätzen von Croydon aus hatte sie 5 Feindflugzeuge be- oder abgeschossen. Danach gelangte sie 1943 als Trainingsflugzeug nach Indien, blieb jedoch demontiert bis 1947, als sie aus dem Dienst ausschied und an die Banaras Hindu University gelangte. 2001 zurück in England, flog sie nach der Restaurierung im Dezember 2004 ihren ersten Flug seit 60 Jahren. Seit 2015 privat bei Hurricane Heritage und der Shuttleworth Collection angegliedert.[8]

- In Australien wurde 2016 nach der Überführung aus Kanada der Erstflug der restaurierten Hurricane Mk.XII 5481 gefeiert.[9]

#### Jüngste Verluste
- Die Hurricane Mk.IV KZ321 (ehemals G-HURY) war bis 2022 die letzte flugfähige Hurricane Mark IV. Sie war, Baujahr 1942,   1946 oder 1947 in Palästina zurückgelassen worden und gelangte 1983 zurück ins Vereinigte Königreich. Ab 1991 war sie flugfähig. 2006 ging sie nach Kanada, von wo sie 2018 nach Tschechien gelangte und als OO-HUR ins Register eingetragen wurde. Die Bemalung entsprach nun dem Flugzeug von Karel Kuttelwascher. Das Flugzeug verunglückte am 14. August 2022, wobei der Pilot Petr Paces getötet wurde.[10][11]

## Technische Daten

Dreiseitenriss Hawker Hurricane

| Kenngröße             | Hawker Hurricane Mk.I                                                     | Hawker Hurricane Mk.IIB                                            |
| --------------------- | ------------------------------------------------------------------------- | ------------------------------------------------------------------ |
| Besatzung             | 1                                                                         | 1                                                                  |
| Länge                 | 9,59 m                                                                    | 9,98 m                                                             |
| Spannweite            | 12,20 m                                                                   | 12,20 m                                                            |
| Höhe                  | 3,96 m                                                                    | 3,98 m                                                             |
| Flügelfläche          | 23,93 m²                                                                  |                                                                    |
| Flügelstreckung       | 6,2                                                                       |                                                                    |
| Leermasse             |                                                                           | 2560 kg                                                            |
| Startmasse            |                                                                           | 3740 kg                                                            |
| Höchstgeschwindigkeit | 511 km/h                                                                  | 542 km/h in 6700 m                                                 |
| Dienstgipfelhöhe      | 10.970 m                                                                  | 11.000 m                                                           |
| Reichweite            | ca. 850 km                                                                | 752 km                                                             |
| Triebwerk             | ein 12-Zylinder-V-Motor Rolls-Royce Merlin II oder III; 1.030 PS (758 kW) | ein 12-Zylinder-V-Motor Rolls-Royce Merlin XX 1.280 PS (941 kW)    |
| Bewaffnung            | 8 × MG .303 British                                                       | 12 × MG .303 British, 2 × Bombe 113 oder 227 kg und/oder 8 Raketen |